# مونيكا غونسالفيس
مونيكا غونسالفيس (23 أبريل 1988 في البرتغال - ) هي لاعبة كرة قدم برتغالية في مركز الوسط. شاركت مع منتخب البرتغال لكرة القدم للسيدات. أما مع النوادي، فقد لعبت مع S.U. 1º Dezembro ‏ وUE L'Estartit ‏ وSporting de Huelva ‏.

## وصلات خارجية
- مونيكا غونسالفيس على موقع الاتحاد الأوربي (الإنجليزية)
- مونيكا غونسالفيس على موقع قاعدة بيانات كرة القدم.إي يو (الإنجليزية)